# The Golden Age of Grotesque
 (octobre 2022).
Si vous disposez d'ouvrages ou d'articles de référence ou si vous connaissez des sites web de qualité traitant du thème abordé ici, merci de compléter l'article en donnant les références utiles à sa vérifiabilité et en les liant à la section « Notes et références ».
Albums de Marilyn Manson
Holy Wood (In the Shadow of the Valley of Death)
(2000) Lest We Forget
(2004)
The Golden Age of Grotesque est le cinquième album studio du groupe Marilyn Manson, sorti le 13 mai 2003.

## Promotion
L'album retrace la carrière de Manson avec des références à "l'art dégénéré", Peter Pan, et Oscar Wilde. Il plonge son auditeur dans une ambiance sortie des cabarets de Berlin dans les années 1930.
Beaucoup moins violent que les albums précédents, "The Golden Age of Grotesque" divise beaucoup de fans de la première heure. Pour les uns, Manson évolue et propose un son métal plus abordable pour le grand public; pour d'autres ce disque est purement commercial et annonce son déclin. Enfin pour d'autres encore, notamment de la génération Y, il s'agit de son meilleur album de tous les temps. 
Dita Von Teese, alors compagne de Marilyn Manson à l'époque, est présente dans le clip de mOBSCENE. Elle chante également dans la chanson Para-noir.
Les singles extraits de The Golden Age Of Grotesque sont : mOBSCENE, This Is The New Shit et (s)AINT.

## Crédits[7]
- Marilyn Manson - chants, synthétiseur, claviers
- John 5 - guitare, piano, orchestre
- Tim Sköld - basse, guitare, claviers, accordéon
- Madonna Wayne Gacy - claviers, loop
- Ginger Fish - batterie
- Lily & Pat - chants (Mobscene & Para-noir)

## Liste des titres[7]
Toutes les paroles sont écrites par Marilyn Manson.
| No  | Titre                            | Musique                     | Durée |
| --- | -------------------------------- | --------------------------- | ----- |
| 1.  | Intro - Thaeter (Instrumental)   | Manson, Gacy, Sköld         | 1:15  |
| 2.  | This is the New Shit             | Manson, John 5, Sköld       | 4:20  |
| 3.  | mOBSCENE                         | Manson, John 5              | 3:25  |
| 4.  | Doll-Dagga Buzz-Buzz Ziggety-Zag | Manson, John 5, Sköld       | 4:12  |
| 5.  | Use Your Fist and Not Your Mouth | Manson, John 5              | 3:35  |
| 6.  | The Golden Age of Grotesque      | Manson, John 5              | 4:06  |
| 7.  | (s)AINT                          | Manson, John 5, Sköld       | 3:42  |
| 8.  | Ka-Boom Ka-Boom                  | John 5, Sköld               | 4:03  |
| 9.  | Slutgarden                       | Manson, John 5              | 4:06  |
| 10. | Spade (♠)                        | John 5                      | 4:34  |
| 11. | Para-noir                        | Manson, John 5, Sköld, Gacy | 6:01  |
| 12. | The Bright Young Things          | John 5                      | 4:18  |
| 13. | Better of Two Evils              | Manson, John 5, Sköld Gacy  | 3:48  |
| 14. | Vodevil                          | John 5, Sköld               | 4:39  |
| 15. | Obsequey (The Death of Art)      | Manson, Sköld               | 1:34  |

| 16. | Tainted Love (Reprise de Gloria Jones)              | 3:24 |
| 17. | Baboon Rape Party (Titre bonus pour le Royaume-Uni) | 2:41 |
| 18. | Paranoiac (Titre bonus pour le Japon)               | 3:57 |